# Château de Mirabel
Le château de Mirabel est un château situé sur la commune de Riom (France).

## Localisation
Le château est situé sur la commune de Riom, dans le département du Puy-de-Dôme, en région Auvergne-Rhône-Alpes.

## Description
Le château de Mirabel est une propriété privée. Le parc existant faisant face au château fait plus de 90 m de long et se termine par un fossé en saut de loup. Bordé de deux bosquets d'arbres, dont un appuyé au ruisseau du Mirabel, cet espace paysager rend visible l'édifice depuis la route RD 2029.

## Historique
Le château date du début du XVIIe siècle, il a été remanié dans le dernier tiers du XVIIIe siècle.
Il est inscrit partiellement aux monuments historiques par arrêté du 20 avril 1989.